# 이요시라타키역
이요시라타키역(일본어: 伊予白滝駅 이요시라타키에키[*])은 일본 에히메현 오즈시에 있는 시코쿠 여객철도 요산선의 역이다. 역 번호는 S14이며, 상대식 승강장 2면 2선의 구조를 지닌 지상역이다.

## 역 주변
- 시라타키 공원

## 역사
- 1918년 2월 14일 : 가야역(일본어: 加屋駅)으로 개업.
- 1933년 10월 1일 : 현재의 이요시라타키역으로 개칭.
- 1987년 4월 1일 : 민영화에 따라, 시코쿠 여객철도로 이관.

## 인접 정차역
| 시코쿠 여객철도 요산선          | 시코쿠 여객철도 요산선 | 시코쿠 여객철도 요산선    |
| ------------------------------- | ---------------------- | ------------------------- |
| S 13 이요이즈시 무카이바라 방면 | 요산 선                | 하타키 S 15 이요오즈 방면 |